# 平頭

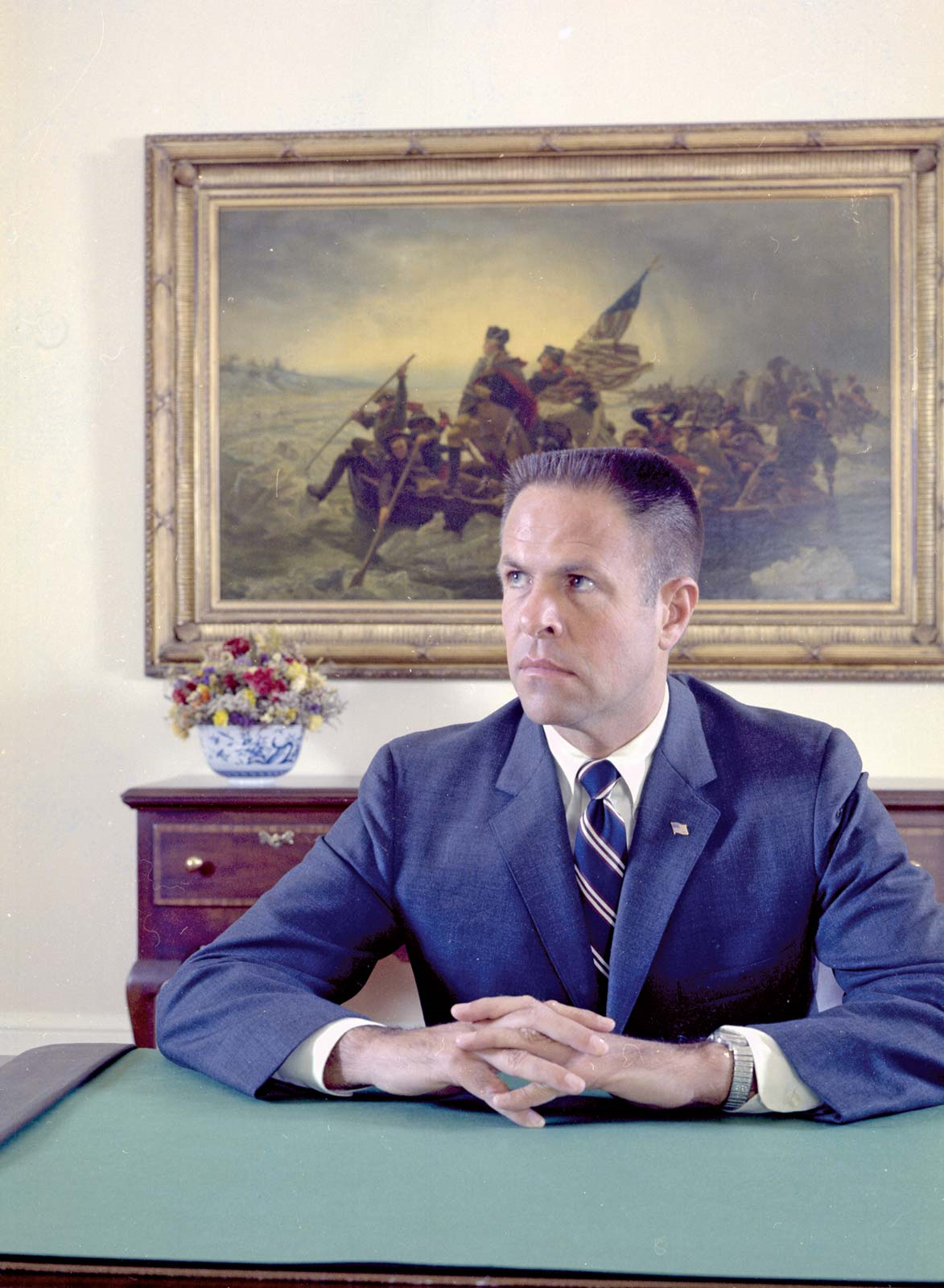
平頭裝

平頭裝，簡稱平頭，又稱陸軍裝、鮑魚刷，是軍人常見的髮型，男子的一種短的髮型，從腦後到兩鬢的頭髮全部推光，上端頭髮稍長齊平。
平頭裝外形整齊、清潔，理髮不用太大技巧，用電動髮剪器，加上尺寸選擇器，如剪草機，在頭上來回修剪便成。 所以不少家庭也自購有如此的剪髮器，家長為小學的男孩，在家中理髮，專剪「平頭裝」，不用找髮型師，省下不少消費。

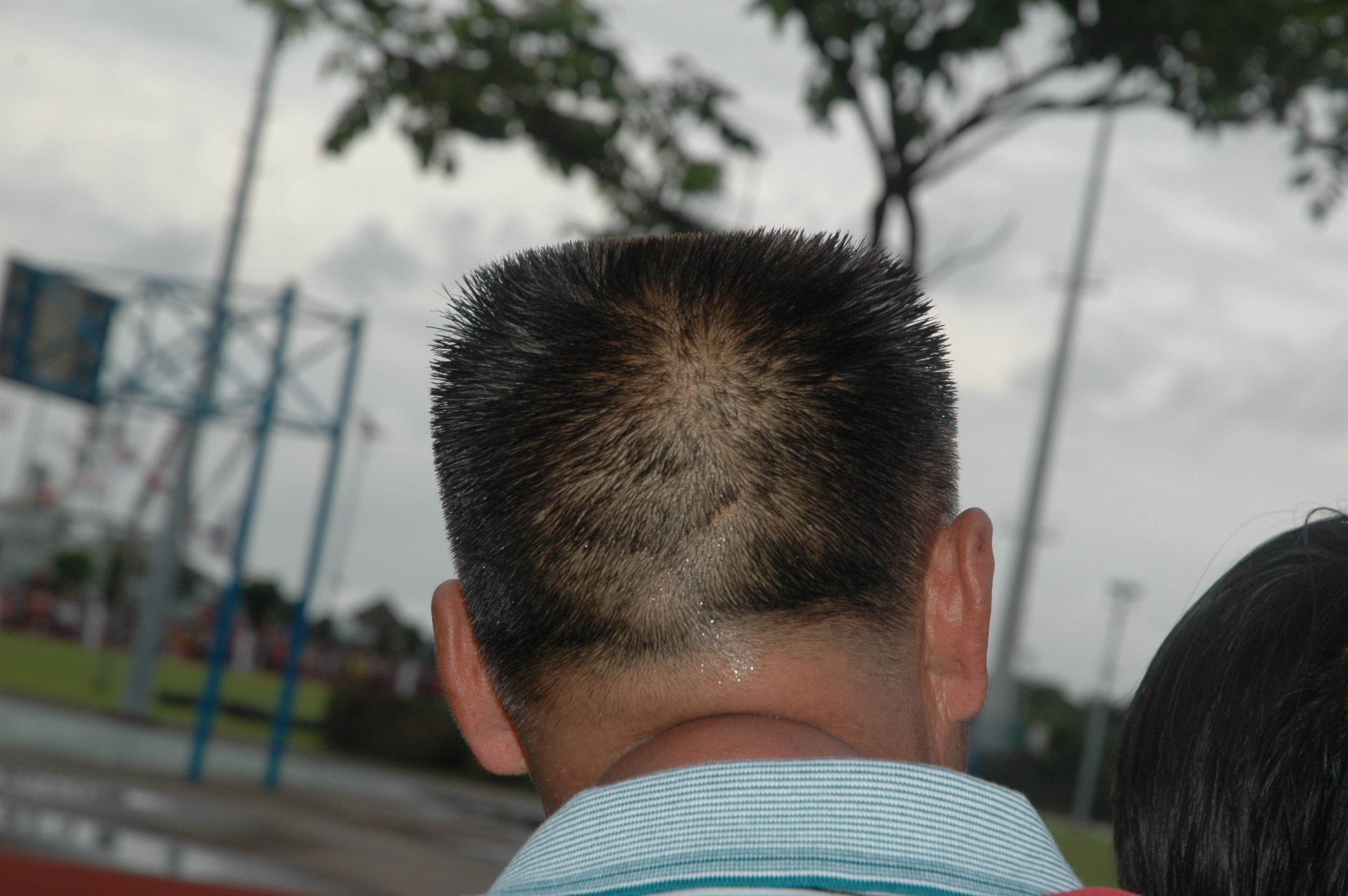
方形平頭裝（背面）

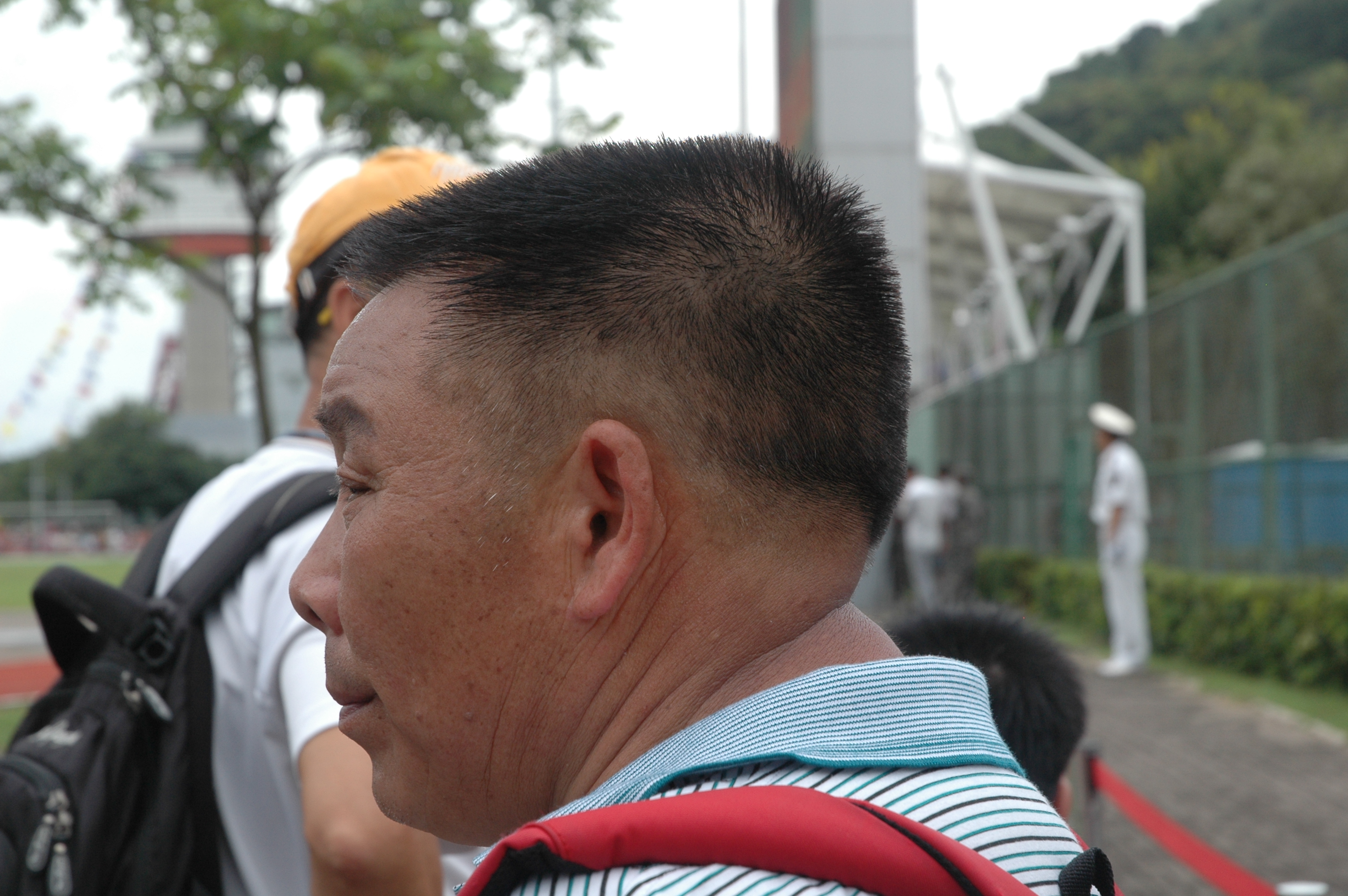
方形平頭裝（側面）

在中國大陸，方形平頭裝（又稱「方平頭」，指頭顱左上與右上方的髮絲比正上、正左、正右的要稍長，而正上方的髮尾更呈同一水平）更是男子間最常見的髮型。

## 例子
- 郭富城[2]
- 《未來戰士》的阿諾·史瓦辛格
- 戰慄時空系列的G-Man